# Ríkisútvarpið

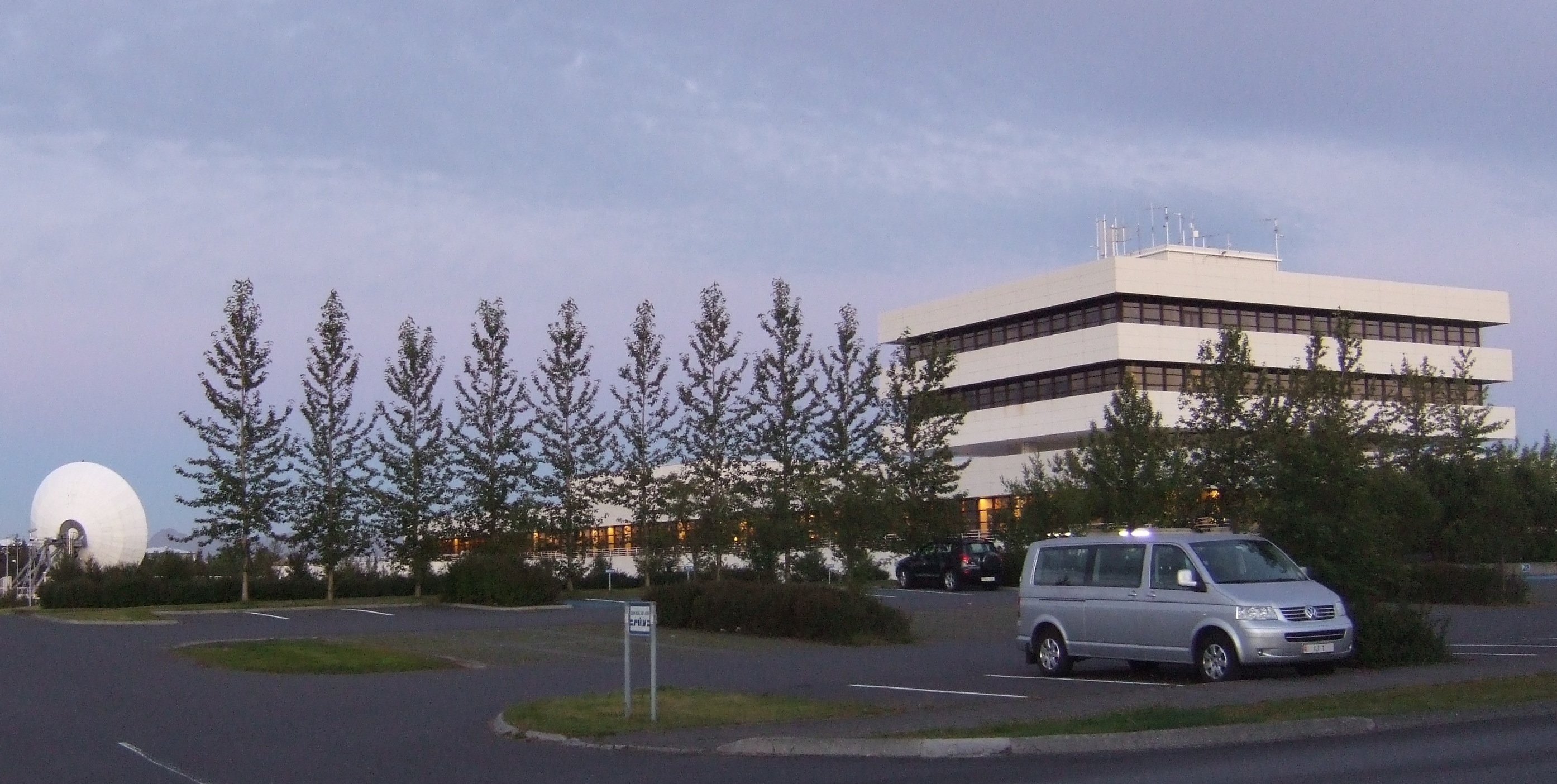
Hoofdkantoor

Ríkisútvarpið of RÚV is een IJslands bedrijf, dat een tv-zender en een aantal radiozenders exploiteert, die in heel IJsland te ontvangen zijn.
De onderneming is formeel eigendom van de staat, maar financieel onafhankelijk. De opbrengst van licenties en reclame vormt de inkomsten. Het hoofdkantoor en de studio's zijn gevestigd in Reykjavik. Enkele radioprogramma's komen uit de regio; vanuit Akureyri, Ísafjörður en Egilsstaðir. RÚV is wettelijk verplicht om de IJslandse taal, de geschiedenis en het cultureel erfgoed van het land uit te dragen.

## Kanalen
- Televisie
  - Sjónvarpið - wordt ook wel onderscheidend Stöð 1 genoemd, omdat sjónvarpið letterlijk "de televisie" betekent
    - Textavarpið - de teletekst van Sjónvarpið
- Radio
  - Rás 1 - nieuws en klassieke muziek
  - Rás 2 - actualiteiten en populaire muziek
  - Rondó - klassieke muziek en jazz. Alleen in de omgeving van Reykjavik

Sjónvarpið kende lange tijd weekdagen zonder uitzending. De laatste, donderdag, verdween in 1987.